# Maccaffertium pulchellum
Maccaffertium pulchellum är en dagsländeart som först beskrevs av Walsh 1862.  Maccaffertium pulchellum ingår i släktet Maccaffertium och familjen forsdagsländor. Inga underarter finns listade i Catalogue of Life.

## Bildgalleri

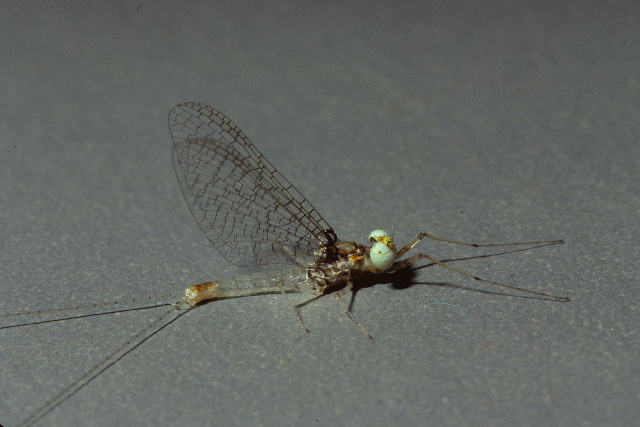